# Адолфо Балончиери
Адолфо Балончиери (на италиански: Adolfo Baloncieri) е италиански футболист-национал, полузащитник и треньор.

## Футболна кариера
Започва професионалната си кариера през 1919 г. в УС Алесандрия 1912, където изиграва 121 мача със 72 гола. През 1925 г. преминава във ФК Торино, където изиграва 192 мача с отбелязани 97 гола. През 1932 г. преминава в Калчо Комо, където до 1933 г. приключва състезателната си кариера като изиграва 3 мача. В националния отбор на своята страна дебютира през 1920 г. До 1930 г. изиграва 47 мача с отбелязани 25 гола. От периода 1931 г. до 1962 г. е треньор на 10 различни клубни отбори от Италия и Швейцария. Носител на бронзов медал от Олимпийските игри през 1928 г.